# Sempółki
Sempółki [pronunciación en polaco: /sɛmˈpuu̯ki/] es un pueblo ubicado en el distrito administrativo de Gmina Poddębice, dentro del condado de Poddębice, Voivodato de Łódź, en el centro de Polonia. Se encuentra a unos 11 kilómetros al noroeste de Poddębice y a 47 kilómetros al oeste de la capital regional Łódź.